# Neil LaBute
Pour les articles homonymes, voir Bute.
Neil LaBute est un réalisateur, scénariste, producteur et dramaturge américain, né le 19 mars 1963 à Détroit (Michigan).

## Filmographie

### Réalisateur et scénariste
Neil LaBute est scénariste de toutes ses réalisations exceptées Nurse Betty et Lakeview Terrace
- 1997 : En compagnie des hommes (In the Company of Men)
- 1998 : Entre amis et voisins (Your Friends and Neighbors)
- 2000 : Nurse Betty
- 2000 : Tumble (court métrage)
- 2001 : Bash : Latter-Day Plays (téléfilm)
- 2002 : Possession
- 2003 : Fausses Apparences (The Shape of Things)
- 2006 : The Wicker Man
- 2008 : Harcelés (Lakeview Terrace)
- 2010 : Panique aux funérailles (Death at a Funeral)
- 2010 : Sexting (court-métrage)
- 2012 : Stars in Shorts
- 2013 : Some Velvet Morning
- 2015 : Dirty Weekend
- 2019 : The I-Land (série)
- 2022 : Désir fatal (Out of the Blue)
- 2023 : Fear the Night

### Producteur
- 2003 : The Shape of Things de Neil LaBute
- 2016 -  : Van Helsing (série télévisée)

### Acteur
- 1986 : High School Spirits de Michael L. Schaertl : Kyle Skudstad

## Distinctions
Festival du cinéma américain de Deauville :
- 1997 : Prix spécial du Jury pour le film In the Company of Men
- 1997 : Trophée Fun Radio pour le film In the Company of Men

Festival international du film d'Édimbourg :
- 1997 : Channel 4 Director's Award - Special Mention pour le film In the Company of Men

Independent Spirit Awards :
- 1998 : Best First Screenplay pour le film In the Company of Men

New York Film Critics Circle Awards :
- 1997 : Meilleur Premier Film pour le film In the Company of Men